# Barone Howard de Walden

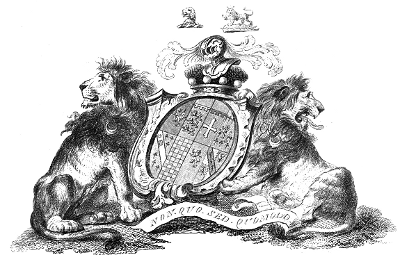
Stemma dei Baroni de Walden.

Il titolo Barone Howard de Walden è un titolo nel Pari d'Inghilterra. È stato creato nel 1597, dalla regina Elisabetta I per l'ammiraglio Thomas Howard, un figlio minore di Thomas Howard, IV duca di Norfolk, e della sua seconda moglie, Margaret Audley, figlia di Thomas Audley, I barone Audley di Walden. Il titolo era stato concesso per il ruolo dell'ammiraglio nella sconfitta della Armada spagnola nel 1588. Il barone poi ha continuato a tenere il titolo di Conte di Suffolk. Alla morte di James Howard, III conte di Suffolk nel 1688, la baronia passò brevemente a Frederick Hervey, IV conte di Bristol prima di passare al pronipote, Charles Augustus Ellis nel 1803.
Nel 1788, il nuovo barone è stato creato anche prima Barone Braybrooke, come parente di Richard Aldsworth Neville che aveva sposato una figlia della potente famiglia Grenville (e quindi un cugino di William Pitt il Giovane).
Il giovane Lord Howard de Walden (1799-1868) sposò Lady Lucy Cavendish-Scott-Bentinck, la figlia più giovane di William Bentinck, IV duca di Portland. Grazie a questa unione che i Baroni Howard de Walden ereditarono molte proprietà sostanziali a Londra, e cambiò il nome in Scott-Ellis invece di Ellis. Gli succedette il figlio, il settimo barone, il quale gli succedette l'ottavo barone (1880-1946). Gli succedette il pronipote, il nono barone.
Nel 1999, mentre un cugino succedette come barone Seaford, nel 2004 la baronia di Howard de Walden venne ereditata della figlia maggiore, Mary. Nel 1957, aveva sposato Joseph Czernin, figlio del conte Franz Josef Czernin, e hanno cinque figlie e un figlio, Peter Joseph Czernin, che è erede del titolo.
La residenza associata alla baronia - Audley End House a Saffron Walden - era stata ereditata da Thomas Howard, I conte di Suffolk dal nonno materno Thomas Audley, I barone Audley.
Attraverso il loro patrimonio immobiliare, è una delle famiglie più ricche della Gran Bretagna, con un patrimonio netto di oltre 1 miliardo di sterline.

## Baroni Howard de Walden (1597)
- Thomas Howard, I conte di Suffolk, I barone Howard de Walden (1541-1626)
- Theophilus Howard, II conte di Suffolk, II barone Howard de Walden (1584-1640)
- James Howard, III conte di Suffolk, III barone Howard de Walden (1619-1689)
- John Howard, IV barone Howard de Walden (1719-1797)
- Frederick Hervey, IV conte di Bristol, V barone Howard de Walden (1730-1803)
- Charles Ellis, VI barone Howard de Walden (1799-1868)
- Frederick Ellis, VII barone Howard de Walden (1830-1899)
- Thomas Ellis, VIII barone Howard de Walden (1880-1946)
- John Ellis, IX barone Howard de Walden (1912-1999)
- Mary Ellis, X baronessa Howard de Walden (1935)

L'erede è il figlio dell'attuale baronessa, Peter Joseph Czernin (1966).